# Tyson Gay
Tyson Gay (Lexington, 1982. augusztus 9. – ) afroamerikai atléta, rövidtávfutó.

## Élete

### Magánélete
15 éves lányát, Trinity Gayt, 2016-ban lelőtték, amikor két autó utasai tüzet nyitottak egymásra. Az egyik golyó nyakon találta Trinityt, aki a kórházba szállítás után meghalt. Trinity Gay a Lafayette High School tanulója volt, és sprinterként versenyzett apjához hasonlóan.